# 세계 육상 연맹
세계 육상 연맹(영어: World Athletics 월드 애슬레틱스[*], WA)은 육상 종목을 총괄하는 국제 스포츠 행정 기구이다. 1912년에 스웨덴 스톡홀름에서 설립되었다. 이전 이름 국제 아마추어 육상 경기 연맹(International Amateur Athletics Federations), 국제 육상 경기 연맹(영어: International Association of Athletics Federations, IAAF)으로도 알려져 있다.

## 주최 대회
- 세계 육상 선수권 대회
- 세계 실내 육상 선수권 대회
- 세계 크로스컨트리 선수권 대회
- 세계 주니어 육상 선수권 대회
- 세계 유스 육상 선수권 대회
- IAAF 콘티넨털컵
- IAAF 올해의 육상 선수

### 후원사
- 도쿄 방송 홀딩스 (새로고가 적용되는 대회는 2022년부터 적용)
- TDK (기업)
- 세이코홀딩스
- 카타르국립은행
- ESPN

## 회원국
| 국가                   | 협회                                      | 코드 | 대륙       | 설립   | 가맹   | 비고 |
| ---------------------- | ----------------------------------------- | ---- | ---------- | ------ | ------ | ---- |
| 가나                   | 가나 육상 협회                            | GHA  | 아프리카   |        |        |      |
| 가봉                   | 가봉 육상 연맹                            | GAB  | 아프리카   |        |        |      |
| 가이아나               | 가이아나 육상 협회                        | GUY  | 남아메리카 |        |        |      |
| 감비아                 | 감비아 육상 협회                          | GAM  | 아프리카   |        |        |      |
| 과테말라               | 과테말라 국가 육상 연맹                   | GUA  | 북아메리카 |        |        |      |
| 괌                     | 괌 육상 협회                              | GUM  | 오세아니아 |        |        |      |
| 그레나다               | 그레나다 육상 협회                        | GRN  | 북아메리카 |        |        |      |
| 기니                   | 기니 육상 연맹                            | GUI  | 아프리카   |        |        |      |
| 기니비사우             | 기니비사우 육상 연맹                      | GBS  | 아프리카   |        |        |      |
| 그리스                 | 그리스 육상 연맹                          | GRE  | 유럽       |        |        |      |
| 나미비아               | 나미비아 육상 연맹                        | NAM  | 아프리카   |        |        |      |
| 나우루                 | 나우루 육상 협회                          | NRU  | 오세아니아 |        |        |      |
| 나이지리아             | 나이지리아 육상 연맹                      | NGR  | 아프리카   |        |        |      |
| 남수단                 | 남수단 육상 연맹                          | SSD  | 아프리카   |        |        |      |
| 남아프리카 공화국      | 남아프리카 육상 연맹                      | RSA  | 아프리카   |        |        |      |
| 네덜란드               | 네덜란드 왕립 육상 연맹                   | NED  | 유럽       |        |        |      |
| 네팔                   | 네팔 육상 협회                            | NEP  | 아시아     |        |        |      |
| 노르웨이               | 노르웨이 육상 연맹                        | NOR  | 유럽       |        |        |      |
| 노퍽                   | 노퍽섬 육상 연맹                          | NFI  | 오세아니아 |        |        |      |
| 뉴질랜드               | 뉴질랜드 육상 연맹                        | NZL  | 오세아니아 |        |        |      |
| 니제르                 | 니제르 육상 연맹                          | NIG  | 아프리카   |        |        |      |
| 니카라과               | 니카라과 육상 연맹                        | NCA  | 북아메리카 |        |        |      |
| 대한민국               | 대한육상연맹                              | KOR  | 아시아     | 1945년 | 1945년 |      |
| 덴마크                 | 덴마크 육상 연맹                          | DEN  | 유럽       |        |        |      |
| 도미니카 공화국        | 도미니카 육상 연맹                        | DOM  | 북아메리카 |        |        |      |
| 도미니카 연방          | 도미니카 아마추어 육상 협회               | DMA  | 북아메리카 |        |        |      |
| 독일                   | 독일 육상 협회                            | GER  | 유럽       |        |        |      |
| 동티모르               | 동티모르 육상 연맹                        | TLS  | 아시아     |        |        |      |
| 라오스                 | 라오스 아마추어 육상 연맹                 | LAO  | 아시아     |        |        |      |
| 라이베리아             | 라이베리아 육상 연맹                      | LBR  | 아프리카   |        |        |      |
| 라트비아               | 라트비아 육상 협회                        | LAT  | 유럽       |        |        |      |
| 러시아                 | 러시아 육상 연맹                          | RUS  | 유럽       |        |        |      |
| 레바논                 | 레바논 육상 연맹                          | LBN  | 아시아     |        |        |      |
| 레소토                 | 레소토 육상 연맹                          | LES  | 아프리카   |        |        |      |
| 루마니아               | 루마니아 육상 연맹                        | ROU  | 유럽       |        |        |      |
| 룩셈부르크             | 룩셈부르크 육상 연맹                      | LUX  | 유럽       |        |        |      |
| 르완다                 | 르완다 육상 연맹                          | RWA  | 아프리카   |        |        |      |
| 리비아                 | 리비아 육상 연맹                          | LBA  | 아프리카   |        |        |      |
| 리투아니아             | 리투아니아 육상 연맹                      | LTU  | 유럽       |        |        |      |
| 리히텐슈타인           | 리히텐슈타인 육상 협회                    | LIE  | 유럽       |        |        |      |
| 마다가스카르           | 마다가스카르 육상 연맹                    | MAD  | 아프리카   |        |        |      |
| 마셜 제도              | 마셜 제도 육상 연맹                       | MHL  | 오세아니아 |        |        |      |
| 마카오                 | 마카오 육상 총회                          | MAC  | 아시아     |        |        |      |
| 말라위                 | 말라위 육상 협회                          | MAW  | 아프리카   |        |        |      |
| 말레이시아             | 말레이시아 육상 연맹                      | MAS  | 아시아     |        |        |      |
| 말리                   | 말리 육상 연맹                            | MLI  | 아프리카   |        |        |      |
| 멕시코                 | 멕시코 육상 연맹                          | MEX  | 북아메리카 |        |        |      |
| 모나코                 | 모나코 육상 연맹                          | MON  | 유럽       |        |        |      |
| 모로코                 | 모로코 왕립 육상 연맹                     | MAR  | 아프리카   |        |        |      |
| 모리셔스               | 모리셔스 육상 연맹                        | MRI  | 아프리카   |        |        |      |
| 모잠비크               | 모잠비크 육상 연맹                        | MOZ  | 아프리카   |        |        |      |
| 몬테네그로             | 몬테네그로 육상 연맹                      | MNE  | 유럽       |        |        |      |
| 몬트세랫               | 몬스세랫 아마추어 육상 협회               | MNT  | 북아메리카 |        |        |      |
| 몰도바                 | 몰도바 공화국 육상 연맹                   | MDA  | 유럽       |        |        |      |
| 몰디브                 | 몰디브 육상 협회                          | MDV  | 아시아     |        |        |      |
| 몰타                   | 몰타 육상 연맹                            | MLT  | 유럽       |        |        |      |
| 몽골                   | 몽골 육상 연맹                            | MGL  | 아시아     |        |        |      |
| 미국                   | 미국 육상 연맹                            | USA  | 북아메리카 |        |        |      |
| 미국령 버진아일랜드    | 버진아일랜드 육상 연맹                    | ISV  | 북아메리카 |        |        |      |
| 미얀마                 | 미얀마 육상 연맹                          | MYA  | 아시아     |        |        |      |
| 미크로네시아 연방      | 미르코네시아 연방국 육상 협회             | FSM  | 오세아니아 |        |        |      |
| 바누아투               | 바누아투 육상 연맹                        | VAN  | 오세아니아 |        |        |      |
| 바레인                 | 바레인 육상 협회                          | BRN  | 아시아     |        |        |      |
| 바베이도스             | 바베이도스 육상 협회                      | BAR  | 북아메리카 |        |        |      |
| 바하마                 | 바하마 육상 협회                          | BAH  | 북아메리카 |        |        |      |
| 방글라데시             | 방글라데시 육상 연맹                      | BAN  | 아시아     |        |        |      |
| 베냉                   | 베냉 육상 연맹                            | BEN  | 아프리카   |        |        |      |
| 베네수엘라             | 베네수엘라 육상 연맹                      | VEN  | 남아메리카 |        |        |      |
| 베트남                 | 베트남 육상 연맹                          | VIE  | 아시아     |        |        |      |
| 벨라루스               | 벨라루스 육상 연맹                        | BLR  | 유럽       |        |        |      |
| 벨리즈                 | 벨리즈 육상 협회                          | BIZ  | 북아메리카 |        |        |      |
| 보스니아 헤르체고비나  | 보스니아 헤르체고비나 육상 연맹           | BIH  | 유럽       |        |        |      |
| 보츠와나               | 보츠와나 육상 협회                        | BOT  | 아프리카   |        |        |      |
| 볼리비아               | 볼리비아 육상 연맹                        | BOL  | 남아메리카 |        |        |      |
| 부룬디                 | 부룬디 육상 연맹                          | BDI  | 아프리카   |        |        |      |
| 부르키나파소           | 부르키나 육상 연맹                        | BUR  | 아프리카   |        |        |      |
| 부탄                   | 부탄 아마추어 육상 연맹                   | BHU  | 아시아     |        |        |      |
| 북마리아나 제도        | 북마리아나 제도 육상 연맹                 | NMI  | 오세아니아 |        |        |      |
| 북마케도니아           | 북마케도니아 육상 연맹                    | MKD  | 유럽       |        |        |      |
| 불가리아               | 불가리아 육상 연맹                        | BUL  | 유럽       |        |        |      |
| 브라질                 | 브라질 육상 연맹                          | BRA  | 남아메리카 |        |        |      |
| 브루나이               | 브루나이 다루살람 육상 연맹               | BRU  | 아시아     |        |        |      |
| 사모아                 | 사모아 육상 연맹                          | SAM  | 오세아니아 |        |        |      |
| 사우디아라비아         | 사우디아라비아 육상 연맹                  | KSA  | 아시아     |        |        |      |
| 산마리노               | 산마리노 육상 연맹                        | SMR  | 유럽       |        |        |      |
| 상투메 프린시페        | 상투메 육상 연맹                          | CTP  | 아프리카   |        |        |      |
| 세네갈                 | 세네갈 육상 연맹                          | SEN  | 아프리카   |        |        |      |
| 세르비아               | 세르비아 육상 연맹                        | SRB  | 유럽       |        |        |      |
| 세이셸                 | 세이셸 육상 연맹                          | SEY  | 아프리카   |        |        |      |
| 세인트루시아           | 세인트루시아 육상 협회                    | LCA  | 북아메리카 |        |        |      |
| 세인트빈센트 그레나딘  | 세인트빈센트 그레나딘 육상 연맹           | VIN  | 북아메리카 |        |        |      |
| 세인트키츠 네비스      | 세인트키츠 네비스 아마추어 육상 협회      | SKN  | 북아메리카 |        |        |      |
| 소말리아               | 소말리아 육상 연맹                        | SOM  | 아프리카   |        |        |      |
| 솔로몬 제도            | 솔로몬 육상 연맹                          | SOL  | 오세아니아 |        |        |      |
| 수단                   | 수단 육상 협회                            | SUD  | 아프리카   |        |        |      |
| 수리남                 | 수리남 육상 연맹                          | SUR  | 남아메리카 |        |        |      |
| 스리랑카               | 스리랑카 육상 연맹                        | SRI  | 아시아     |        |        |      |
| 스웨덴                 | 스웨덴 육상 협회                          | SWE  | 유럽       |        |        |      |
| 스위스                 | 스위스 육상 협회                          | SUI  | 유럽       |        |        |      |
| 스페인                 | 스페인 왕립 육상 연맹                     | ESP  | 유럽       |        |        |      |
| 슬로바키아             | 슬로바키아 육상 연맹                      | SVK  | 유럽       |        |        |      |
| 슬로베니아             | 슬로베니아 육상 협회                      | SLO  | 유럽       |        |        |      |
| 시리아                 | 시리아 아랍 육상 연맹                     | SYR  | 아시아     |        |        |      |
| 시에라리온             | 시에라리온 아마추어 육상 협회             | SLE  | 아프리카   |        |        |      |
| 싱가포르               | 싱가포르 육상 협회                        | SGP  | 아시아     |        |        |      |
| 아랍에미리트           | 아랍에미리트 육상 연맹                    | UAE  | 아시아     |        |        |      |
| 아루바                 | 아루바 육상 연맹                          | ARU  | 북아메리카 |        |        |      |
| 아르메니아             | 아르메니아 육상 연맹                      | ARM  | 유럽       |        |        |      |
| 아르헨티나             | 아르헨티나 육상 연맹                      | ARG  | 남아메리카 |        |        |      |
| 아메리칸사모아         | 아메리칸사모아 육상 협회                  | ASA  | 오세아니아 |        |        |      |
| 아이슬란드             | 아이슬란드 육상 연맹                      | ISL  | 유럽       |        |        |      |
| 아이티                 | 아이티 아마추어 육상 연맹                 | HAI  | 북아메리카 |        |        |      |
| 아일랜드               | 아일랜드 육상 협회                        | IRL  | 유럽       |        |        |      |
| 아제르바이잔           | 아제르바이잔 육상 연맹                    | AZE  | 유럽       |        |        |      |
| 아프가니스탄           | 아프가니스탄 육상 연맹                    | AFG  | 아시아     |        |        |      |
| 안도라                 | 안도라 육상 연맹                          | AND  | 유럽       |        |        |      |
| 알바니아               | 알바니아 육상 연맹                        | ALB  | 유럽       |        |        |      |
| 알제리                 | 알제리 육상 연맹                          | ALG  | 아프리카   |        |        |      |
| 앙골라                 | 앙골라 육상 연맹                          | ANG  | 아프리카   |        |        |      |
| 앤티가 바부다          | 앤티가 바부다 육상 협회                   | ANT  | 북아메리카 |        |        |      |
| 앵귈라                 | 앵귈라 아마추어 육상 협회                 | AIA  | 북아메리카 |        |        |      |
| 에리트레아             | 에리트레아 국가 육상 연맹                 | ERI  | 아프리카   |        |        |      |
| 에스와티니             | 에스와티니 육상 연맹                      | SWZ  | 아프리카   |        |        |      |
| 에스토니아             | 에스토니아 육상 협회                      | EST  | 유럽       |        |        |      |
| 에콰도르               | 에콰도르 육상 연맹                        | ECU  | 남아메리카 |        |        |      |
| 에티오피아             | 에티오피아 육상 연맹                      | ETH  | 아프리카   |        |        |      |
| 엘살바도르             | 엘살바도르 육상 연맹                      | ESA  | 북아메리카 |        |        |      |
| 영국                   | 영국 육상 연맹                            | GBR  | 유럽       |        |        |      |
| 버뮤다                 | 버뮤다 국가 육상 협회                     | BER  | 북아메리카 |        |        |      |
| 영국령 버진아일랜드    | 영국령 버진아일랜드 육상 협회             | IVB  | 북아메리카 |        |        |      |
| 예멘                   | 예멘 육상 연맹                            | YEM  | 아시아     |        |        |      |
| 오만                   | 오만 육상 협회                            | OMA  | 아시아     |        |        |      |
| 오스트레일리아         | 오스트레일리아 육상 연맹                  | AUS  | 오세아니아 |        |        |      |
| 오스트리아             | 오스트리아 육상 협회                      | AUT  | 유럽       |        |        |      |
| 온두라스               | 온두라스 육상 연맹                        | HON  | 북아메리카 |        |        |      |
| 요르단                 | 요르단 육상 연맹                          | JOR  | 아시아     |        |        |      |
| 우간다                 | 우간다 육상 연맹                          | UGA  | 아프리카   |        |        |      |
| 우루과이               | 우루과이 육상 연맹                        | URU  | 남아메리카 |        |        |      |
| 우즈베키스탄           | 우즈베키스탄 육상 연맹                    | UZB  | 아시아     |        |        |      |
| 우크라이나             | 우크라이나 육상 협회                      | UKR  | 유럽       |        |        |      |
| 이라크                 | 이라크 육상 연맹                          | IRQ  | 아시아     |        |        |      |
| 이란                   | 이란 이슬람 공화국 육상 연맹              | IRI  | 아시아     |        |        |      |
| 이스라엘               | 이스라엘 육상 협회                        | ISR  | 유럽       |        |        |      |
| 이집트                 | 이집트 육상 연맹                          | EGY  | 아프리카   |        |        |      |
| 이탈리아               | 이탈리아 육상 연맹                        | ITA  | 유럽       |        |        |      |
| 인도                   | 인도 육상 연맹                            | IND  | 아시아     |        |        |      |
| 인도네시아             | 인도네시아 육상 연맹                      | INA  | 아시아     |        |        |      |
| 일본                   | 일본 육상 연맹                            | JPN  | 아시아     |        |        |      |
| 자메이카               | 자메이카 육상 행정 협회                   | JAM  | 북아메리카 |        |        |      |
| 잠비아                 | 잠비아 육상 연맹                          | ZAM  | 아프리카   |        |        |      |
| 적도 기니              | 적도 기니 육상 연맹                       | GEQ  | 아프리카   |        |        |      |
| 조선민주주의인민공화국 | 조선민주주의인민공화국 아마추어 육상 협회 | PRK  | 아시아     |        |        |      |
| 조지아                 | 조지아 육상 연맹                          | GEO  | 유럽       |        |        |      |
| 중앙아프리카 공화국    | 중앙아프리카 육상 연맹                    | CAF  | 아프리카   |        |        |      |
| 중화 타이베이          | 중화민국 육상 협회                        | TPE  | 아시아     |        |        |      |
| 중화인민공화국         | 중국 육상 협회                            | CHN  | 아시아     |        |        |      |
| 지부티                 | 지부티 육상 연맹                          | DJI  | 아프리카   |        |        |      |
| 지브롤터               | 지브롤터 아마추어 육상 협회               | GIB  | 유럽       |        |        |      |
| 짐바브웨               | 짐바브웨 국가 육상 협회                   | ZIM  | 아프리카   |        |        |      |
| 차드                   | 차드 육상 연맹                            | CHA  | 아프리카   |        |        |      |
| 체코                   | 체코 육상 연맹                            | CZE  | 유럽       |        |        |      |
| 칠레                   | 칠레 육상 연맹                            | CHI  | 남아메리카 |        |        |      |
| 카메룬                 | 카메룬 육상 연맹                          | CMR  | 아프리카   |        |        |      |
| 카보베르데             | 카보베르데 육상 연맹                      | CPV  | 아프리카   |        |        |      |
| 카자흐스탄             | 카자흐스탄 공화국 육상 연맹               | KAZ  | 아시아     |        |        |      |
| 카타르                 | 카타르 육상 연맹                          | QAT  | 아시아     |        |        |      |
| 캄보디아               | 크메르 아마추어 육상 연맹                 | CAM  | 아시아     |        |        |      |
| 캐나다                 | 캐나다 육상 연맹                          | CAN  | 북아메리카 |        |        |      |
| 케냐                   | 케냐 육상 연맹                            | KEN  | 아프리카   |        |        |      |
| 케이맨 제도            | 케이맨 제도 육상 협회                     | CAY  | 북아메리카 |        |        |      |
| 코모로                 | 코모로 육상 연맹                          | COM  | 아프리카   |        |        |      |
| 코소보                 | 코소보 육상 연맹                          | KOS  | 유럽       |        |        |      |
| 코스타리카             | 코스타리카 육상 연맹                      | CRC  | 북아메리카 |        |        |      |
| 코트디부아르           | 코트디부아르 육상 연맹                    | CIV  | 아프리카   |        |        |      |
| 콜롬비아               | 콜롬비아 육상 연맹                        | COL  | 남아메리카 |        |        |      |
| 콩고 공화국            | 콩고 공화국 육상 연맹                     | CGO  | 아프리카   |        |        |      |
| 콩고 민주 공화국       | 콩고 민주 공화국 육상 연맹                | COD  | 아프리카   |        |        |      |
| 쿠바                   | 쿠바 육상 연맹                            | CUB  | 북아메리카 |        |        |      |
| 쿠웨이트               | 쿠웨이트 육상 연맹                        | KUW  | 아시아     |        |        |      |
| 쿡 제도                | 쿡 제도 육상 연맹                         | COK  | 오세아니아 |        |        |      |
| 크로아티아             | 크로아티아 육상 연맹                      | CRO  | 유럽       |        |        |      |
| 키르기스스탄           | 키르기즈 공화국 육상 연맹                 | KGZ  | 아시아     |        |        |      |
| 키리바시               | 키리바시 육상 협회                        | KIR  | 오세아니아 |        |        |      |
| 키프로스               | 키프로스 아마추어 육상 협회               | CYP  | 유럽       |        |        |      |
| 타지키스탄             | 타지키스탄 공화국 육상 연맹               | TJK  | 아시아     |        |        |      |
| 탄자니아               | 탄자니아 육상 연맹                        | TAN  | 아프리카   |        |        |      |
| 태국                   | 태국 육상 협회                            | THA  | 아시아     |        |        |      |
| 터크스 케이커스 제도   | 터크스 케이커스 제도 아마추어 육상 협회   | TKS  | 북아메리카 |        |        |      |
| 토고                   | 토고 육상 연맹                            | TOG  | 아프리카   |        |        |      |
| 통가                   | 통가 육상 협회                            | TGA  | 오세아니아 |        |        |      |
| 투르크메니스탄         | 투르크메니스탄 아마추어 육상 연맹         | TKM  | 아시아     |        |        |      |
| 투발루                 | 투발루 육상 협회                          | TUV  | 오세아니아 |        |        |      |
| 튀니지                 | 튀니지 육상 연맹                          | TUN  | 아프리카   |        |        |      |
| 튀르키예               | 튀르키예 육상 연맹                        | TUR  | 유럽       |        |        |      |
| 트리니다드 토바고      | 트리니다드 토바고 국가 육상 관리 협회     | TTO  | 북아메리카 |        |        |      |
| 파나마                 | 파나마 육상 연맹                          | PAN  | 남아메리카 |        |        |      |
| 파라과이               | 파라과이 육상 연맹                        | PAR  | 남아메리카 |        |        |      |
| 파키스탄               | 파키스탄 육상 연맹                        | PAK  | 아시아     |        |        |      |
| 파푸아뉴기니           | 파푸아뉴기니 육상 연맹                    | PNG  | 오세아니아 |        |        |      |
| 팔라우                 | 팔라우 육상 연맹                          | PLW  | 오세아니아 |        |        |      |
| 팔레스타인             | 팔레스타인 육상 연맹                      | PLE  | 아시아     |        |        |      |
| 페루                   | 페루 육상 연맹                            | PER  | 남아메리카 |        |        |      |
| 포르투갈               | 포르투갈 육상 연맹                        | POR  | 유럽       |        |        |      |
| 폴란드                 | 폴란드 육상 협회                          | POL  | 유럽       |        |        |      |
| 푸에르토리코           | 푸에르토리코 육상 연맹                    | PUR  | 북아메리카 |        |        |      |
| 프랑스                 | 프랑스 육상 연맹                          | FRA  | 유럽       |        |        |      |
| 프랑스령 폴리네시아    | 프랑스령 폴리네시아 육상 연맹             | FYP  | 오세아니아 |        |        |      |
| 피지                   | 피지 육상 연맹                            | FIJ  | 오세아니아 |        |        |      |
| 핀란드                 | 핀란드 육상 연맹                          | FIN  | 유럽       |        |        |      |
| 필리핀                 | 필리핀 육상 협회                          | PHI  | 아시아     |        |        |      |
| 헝가리                 | 헝가리 육상 협회                          | HUN  | 유럽       |        |        |      |
| 홍콩                   | 중국 홍콩 육상 총회                       | HKG  | 아시아     |        |        |      |

## 참고 문헌
- “세계 육상 연맹”. 국제 협회 연합.
- “세계 육상 연맹” (영어). 국제 하계 올림픽 종목 협의회.
- “WORLD ATHLETICS MEMBER FEDERATIONS” (영어). 세계 육상 연맹.

## 같이 보기
- 육상